# Asian School Girls
Asian School Girls è un film del 2014 diretto da Lawrence Silverstein.

## Trama
Quattro studentesse asiatiche vengono drogate e violentate dalla banda di Los Angeles, portando una di loro a suicidarsi, e le altre tre si vendicano.